# Traiettoria

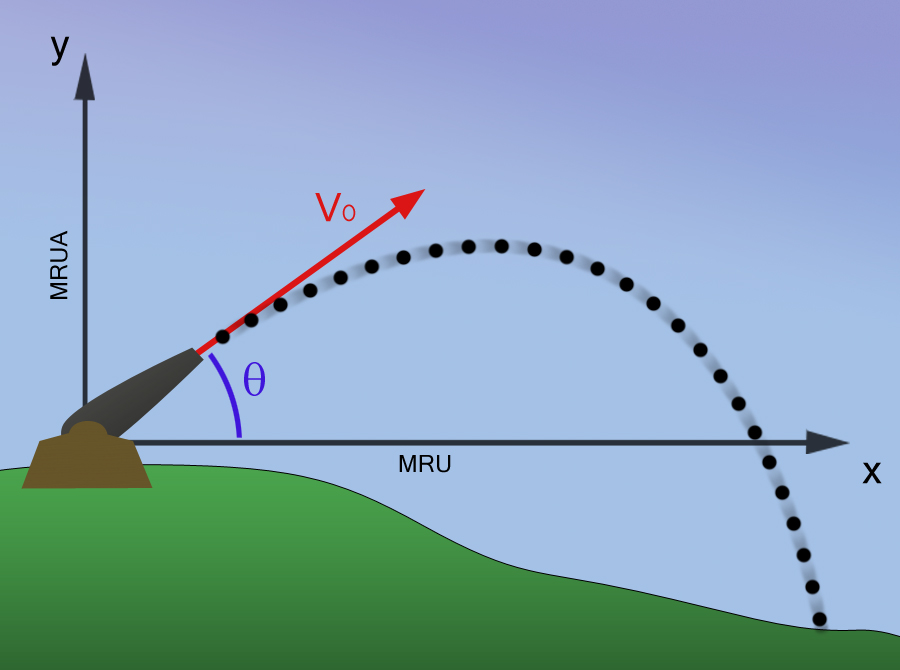
Esempio di traiettoria balistica

La traiettoria è il luogo geometrico delle posizioni assunte dal centro di massa di un corpo in moto. In meccanica classica è in generale una curva continua e derivabile nello spazio euclideo tridimensionale. Può essere ricavata a partire dalla legge oraria, separandola nelle equazioni parametriche nel tempo delle tre coordinate estrinseche, mentre non è possibile il contrario poiché nella traiettoria non sono presenti informazioni sulla velocità.

## Coordinate intrinseche cartesiane
Può essere spesso utile esprimere la traiettoria in modo autoreferenziale nel triedro fondamentale, composto dai vettori di Frenet tridimensionali ottenuti successivamente dal versore tangente col procedimento di ortogonalizzazione di Gram-Schmidt:

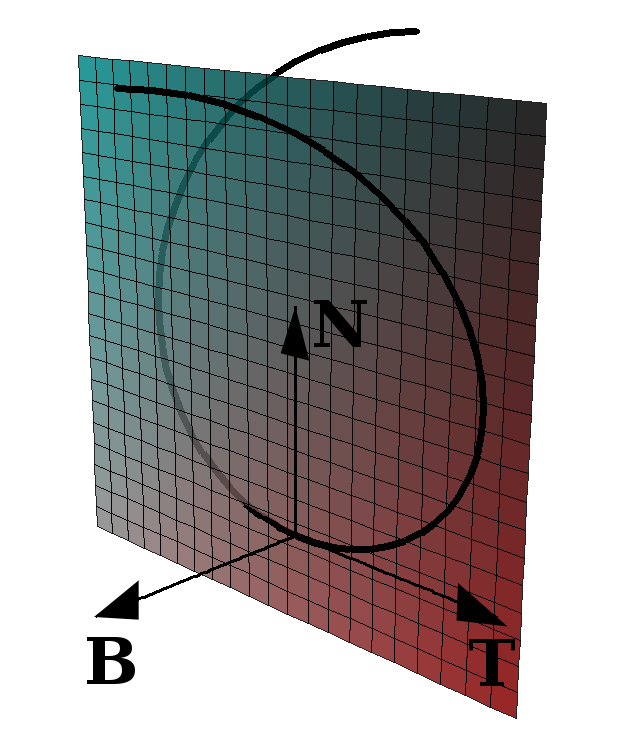
Un sistema di Frenet in tre dimensioni e il relativo piano osculatore evidenziato

### Versore tangente
Viene definito come appartenente alla tangente alla traiettoria, cioè la sua approssimazione al prim'ordine, con verso quello di percorrenza.
{\displaystyle {\bar {t}}={\frac {\mathrm {d} {\bar {s}}}{\mathrm {d} s}}.}
Parametrizzare naturalmente la curva {\displaystyle {\bar {s}}} significa adimensionalizzarla nella velocità scalare. Ciò è particolarmente utile per le coordinate intrinseche poiché il vettore tangente coincide con la velocità vettoriale adimensionale:
{\displaystyle {\bar {t}}={\frac {\frac {\mathrm {d} {\bar {s}}}{\mathrm {d} t}}{\frac {\mathrm {d} s}{\mathrm {d} t}}}={\frac {\dot {\bar {s}}}{\dot {s}}}={\dot {\bar {s}}}^{*}},
e l'azione cinematica S, definita intensiva (propria cioè di un corpo di massa unitaria che la percorra) e unicamente cinetica, se la traiettoria è naturalmente parametrizzata diventa uguale alla semidurata del moto: 
{\displaystyle {\mathcal {S}}^{*}(s)={\frac {1}{2}}\int _{t_{0}}^{t_{0}+\Delta t}({\dot {\bar {s}}}^{*})^{2}\,\mathrm {d} t={\frac {1}{2}}\int _{t_{0}}^{t_{0}+\Delta t}{\bar {t}}^{2}\,\mathrm {d} t={\frac {\Delta t}{2}}}.

### Versore normale
Comincia ora l'ortogonalizzazione: poiché però {\displaystyle \mathrm {d} s} ha per definizione solo componente tangente, dovremo avere a disposizione un altro vettore, che ricaviamo di nuovo intrinsecamente come {\displaystyle \mathrm {d} ^{2}{\bar {s}}}. A questo punto:
{\displaystyle {\bar {n}}={\frac {(\mathrm {d} ^{2}{\bar {s}})_{n}}{(\mathrm {d} ^{2}s)_{n}}}={\frac {\mathrm {d} ^{2}{\bar {s}}-(\mathrm {d} ^{2}s)_{t}{\bar {t}}}{|\mathrm {d} ^{2}{\bar {s}}-(\mathrm {d} ^{2}s)_{t}{\bar {t}}|}}={\frac {\mathrm {d} ^{2}{\bar {s}}-(\mathrm {d} ^{2}{\bar {s}}\cdot {\bar {t}}){\bar {t}}}{|\mathrm {d} ^{2}{\bar {s}}-(\mathrm {d} ^{2}{\bar {s}}\cdot {\bar {t}}){\bar {t}}|}}}
Se {\displaystyle {\bar {s}}} è naturalmente parametrizzato, il versore normale si riduce a:
{\displaystyle {\bar {n}}={\frac {{\ddot {\bar {s}}}_{n}}{{\ddot {s}}_{n}}}={\frac {{\dot {\bar {t}}}-{\dot {\bar {t}}}_{t}{\bar {t}}}{\sqrt {1-\cos ^{2}\phi _{{\dot {t}},t}}}}={\frac {{\dot {\bar {t}}}-{\dot {\bar {t}}}_{t}{\bar {t}}}{\sin \phi _{{\dot {t}},t}}}={\frac {{\ddot {\bar {s}}}-{\ddot {\bar {s}}}_{t}{\dot {\bar {s}}}}{\sin \phi _{{\ddot {s}},{\dot {s}}}}}}.
I versori tangente e normale generano un piano, chiamato piano osculatore {\displaystyle \Pi _{tn}} della curva.
{\displaystyle \Pi _{tn}:=\mathrm {Span} (t,n)}
Velocità e accelerazione appartengono a questo piano:
{\displaystyle \Pi _{tn}=\mathrm {Span} (\mathrm {d} {\bar {s}},\mathrm {d} ^{2}{\bar {s}})=\mathrm {Span} ({\bar {\dot {s}}},{\bar {\ddot {s}}})=\mathrm {Span} ({\bar {v}},{\bar {a}})}

### Versore binormale
Ovviamente sarebbe possibile anche in questo caso definirlo con l'ortogonalizzazione. Essendo però il caso di interesse tridimensionale, il terzo elemento della base è anche semplicemente definibile:
{\displaystyle {\bar {b}}={\bar {t}}\times {\bar {n}}={\bar {t}}\times {\frac {\mathrm {d} ^{2}{\bar {s}}-(\mathrm {d} ^{2}{\bar {s}}\cdot {\bar {t}}){\bar {t}}}{|\mathrm {d} ^{2}{\bar {s}}-(\mathrm {d} ^{2}{\bar {s}}\cdot {\bar {t}}){\bar {t}}|}}={\frac {{\bar {t}}\times \mathrm {d} ^{2}{\bar {s}}-{\bar {t}}\times (\mathrm {d} ^{2}{\bar {s}}\cdot {\bar {t}}){\bar {t}}}{|\mathrm {d} ^{2}{\bar {s}}-(\mathrm {d} ^{2}{\bar {s}}\cdot {\bar {t}}){\bar {t}}|}}={\frac {{\bar {t}}\times \mathrm {d} ^{2}{\bar {s}}}{|\mathrm {d} ^{2}{\bar {s}}-\mathrm {d} ^{2}(\mathrm {d} ^{2}{\bar {s}}\cdot {\bar {t}}){\bar {t}}|}}}
Se {\displaystyle {\bar {s}}} è naturalmente parametrizzato, questo si riduce semplicemente a:
{\displaystyle {\bar {b}}={\frac {{\bar {t}}\times {\dot {\bar {t}}}}{\sin \phi _{{\dot {t}},t}}}={\frac {{\dot {\bar {s}}}\times {\ddot {\bar {s}}}}{\sin \phi _{{\ddot {s}},{\dot {s}}}}}}
Va aggiunto notevolmente che se il versore si mantiene costante nel sistema di riferimento considerato, lo fa anche il piano osculatore: il moto si definisce allora piano.
{\displaystyle {\frac {\mathrm {d} {\bar {b}}}{\mathrm {d} t}}={\bar {0}}\rightarrow {\frac {\mathrm {d} \Pi _{tn}}{\mathrm {d} t}}=0}

## Curvature estrinseche
Sono curvature piane legate ad un sistema di riferimento esterno alla curva, e non definibili in un sistema solidale alla curva. Risolvendo l'equazione differenziale vettoriale del prim'ordine chiamata Formula di Frenet-Serret a tre dimensioni:
{\displaystyle {\begin{bmatrix}\partial {\bar {t}}\\\partial {\bar {n}}\\\partial {\bar {b}}\\\end{bmatrix}}/{\partial s}={\begin{bmatrix}0&\kappa &0\\-\kappa &0&\gamma \\0&-\gamma &0\\\end{bmatrix}}{\begin{bmatrix}{\bar {t}}\\{\bar {n}}\\{\bar {b}}\\\end{bmatrix}}}
Formalmente, il Teorema fondamentale delle curve afferma nel caso tridimensionale che date le curvature estrinseche:{\displaystyle \kappa \land \gamma :[a,b]\to \mathbb {R} ^{3}} sufficientemente differenziabili, con:{\displaystyle \kappa (t)\lor \gamma (t)>0} (ne basta cioè una), esiste un'unica curva naturalmente parametrizzata avente date curvature {\displaystyle \exists !s(\kappa *,\gamma *):{\dot {s}}=1}, a meno di isometrie, che si trova risolvendo l'equazione naturale nelle curvature.
Se valgono inoltre per la prima equazione scalare della formula di Frenet:

Il cerchio osculatore

{\displaystyle {\frac {\partial {\bar {s}}}{\partial s}}={\bar {t}}}
{\displaystyle {\frac {\partial ^{2}{\bar {s}}}{{\partial s}^{2}}}={\frac {\partial {\bar {t}}}{\partial s}}=\kappa {\bar {n}}}
{\displaystyle {\frac {\partial ^{3}{\bar {s}}}{{\partial s}^{3}}}={\frac {\partial (\kappa {\bar {n}})}{\partial s}}={\frac {\partial \kappa }{\partial s}}{\bar {n}}+\kappa {\frac {\partial {\bar {n}}}{\partial s}}={\frac {\partial \kappa }{\partial s}}{\bar {n}}+\kappa \gamma {\bar {b}}-\kappa ^{2}{\bar {t}}}
Ma allora:
{\displaystyle {\frac {\partial {\bar {s}}}{\partial s}}\times {\frac {\partial ^{2}{\bar {s}}}{{\partial s}^{2}}}\cdot {\frac {\partial ^{3}{\bar {s}}}{{\partial s}^{3}}}={\frac {\partial {\bar {s}}\times \partial ^{2}{\bar {s}}\cdot \partial ^{3}{\bar {s}}}{{\partial s}^{6}}}=\kappa {\bar {b}}\cdot \left({\frac {\partial \kappa }{\partial s}}{\bar {n}}+\kappa \gamma {\bar {b}}-\kappa ^{2}{\bar {t}}\right)=\kappa ^{2}\gamma }

### Curvatura normale
Dalla prima equazione della formula di Frenet:
{\displaystyle \kappa ={\frac {\partial {\bar {t}}}{\partial s}}{\bar {n}}={\frac {\mathrm {d} s_{t}}{\mathrm {d} s}},}
Inoltre dalla relazione subito sopra che lega le curvature solo nelle prime due derivate:
{\displaystyle \kappa =\left|{\frac {\partial {\bar {s}}}{\partial s}}\times {\frac {\partial ^{2}{\bar {s}}}{{\partial s}^{2}}}\right|\left(={\frac {|\partial {\bar {s}}\times \partial ^{2}{\bar {s}}|}{{\partial s}^{3}}}\right)=\left|{\bar {t}}\times {\frac {\partial {\bar {t}}}{\partial s}}\right|}
Costituisce allora un'approssimazione di second'ordine della curva indirettamente sotto forma del circonferenza osculatrice Κ, per definizione:
{\displaystyle \mathrm {K} \in \Pi _{tn},\quad \mathrm {K} '(s)={\bar {t}},\quad \rho =r_{\mathrm {K} }={\frac {1}{\left|\kappa \right|}}.}
Il luogo dei suoi centri CΓ, detti di curvatura è l'evoluta della traiettoria.
Nei punti di massima curvatura locale il cerchio osculatore non è mai secato dalla traiettoria.

### Avvitamento geodesico
Dall'ultima equazione della formula di Frenet:
{\displaystyle \gamma =-{\frac {\partial {\bar {b}}}{\partial s}}{\bar {n}}={\frac {\mathrm {d} s_{b}}{\mathrm {d} s}},}
Inoltre dalla relazione che lega le curvature in tutte e tre le derivate:
{\displaystyle \gamma ={\frac {\partial {\bar {s}}\times \partial ^{2}{\bar {s}}\cdot \partial ^{3}{\bar {s}}}{(\partial {\bar {s}}\times \partial ^{2}{\bar {s}})^{2}}}={\frac {\partial ^{3}s\quad \cos \phi _{\partial ^{3}{\bar {s}},\partial {\bar {s}}\times \partial ^{2}{\bar {s}}}}{|\partial {\bar {s}}\times \partial ^{2}{\bar {s}}|}}}
Costituisce un indice dell'aplanarità del moto, anche sotto forma della circonferenza d'avvitamento Γ, per definizione:
{\displaystyle \Gamma \in \Pi _{tb},\quad \Gamma '(s)={\bar {t}},\quad \sigma =r_{\Gamma }={\frac {1}{\left|\gamma \right|}}.}
Nel moto piano è nulla non avendo lo spostamento una componente binormale: il piano osculatore rimane per tutto il moto unico, ed è quindi rinominabile piano del moto, un moto elicoidale che è unico lungo tutto il moto: il piano osculatore si sposta di moto uniforme, in particolare rettilineo poiché la binormale mantiene la propria orientazione costante.

### Equazione di Lancret
Si può definire anche una terza curvatura, sintesi delle precedenti poiché definita come:
{\displaystyle \xi ={\frac {\mathrm {d} s_{n}}{\mathrm {d} s}}}
Vale ovviamente il Teorema di Pitagora per via dell'ortogonalità della base (il triedro fondamentale):
{\displaystyle {\mathrm {d} s_{n}}^{2}={\mathrm {d} s_{t}}^{2}+{\mathrm {d} s_{b}}^{2}}
E quindi vale l'equazione detta di Lancret: 
{\displaystyle \xi ^{2}=\kappa ^{2}+\gamma ^{2}}.